# Вільхо Туулос
Вільхо «Вілле» Іммануель Туулос (фін. Vilho "Ville" Immanuel Tuulos; нар. 26 березня 1895 — пом. 2 вересня 1967) — фінський легкоатлет, який спеціалізувався в стрибках у довжину та потрійному стрибку.

## Із життєпису
Олімпійський чемпіон з потрійного стрибку (1920).
Дворазовий бронзовий олімпійський призер з потрійного стрибку (1924, 1928).
Фіналіст (4-е місце) змагань зі стрибків у довжину на Іграх-1924. Учасник змагань зі стрибків у довжину на Іграх-1928 (не подолав кваліфікаційного раунду).
Національні чемпіонські титули:
- потрійний стрибок (1919, 1920, 1921, 1922, 1923, 1924, 1925, 1927, 1928);
- стрибки у довжину (1921, 1923);
- стрибки у висоту (1923).

Перший рекордсмен Європи з потрійного стрибку (15,48; 1923).